# Raul Quiroga
Raul Quiroga, né le 26 janvier 1962, est un joueur de volley-ball argentin.

## Carrière
Raul Quiroga participe aux Jeux olympiques de 1988 à Séoul et remporte la médaille de bronze avec l'équipe argentine composée de Daniel Castellani, Esteban Martinez, Alejandro Diz, Daniel Colla, Carlos Weber, Hugo Conte, Waldo Kantor, Claudio Zulianello, Jon Uriarte, Esteban de Palma et Juan Cuminetti.